# Skepparslöv
Skepparslöv är en tätort i Kristianstads kommun och kyrkby i Skepparslövs socken i Skåne. Skepparslöv var mellan 1960 och 1970 klassad som en tätort därefter till 2020 som en småort. Vid avgränsningen 2020 hade denna bebyggelse växt samman med den i småorten Källunda och klassades därmed som en tätort.
Skepparslöv ligger vid foten av Nävlingeåsen med utsikt över Kristianstadsslätten. 

## Befolkningsutveckling
| Befolkningsutvecklingen i Skepparslöv 1960–2020                    | Befolkningsutvecklingen i Skepparslöv 1960–2020 | Befolkningsutvecklingen i Skepparslöv 1960–2020 | Befolkningsutvecklingen i Skepparslöv 1960–2020 | Befolkningsutvecklingen i Skepparslöv 1960–2020 |
| ------------------------------------------------------------------ | ----------------------------------------------- | ----------------------------------------------- | ----------------------------------------------- | ----------------------------------------------- |
|                                                                    |                                                 |                                                 |                                                 |                                                 |
| År                                                                 |                                                 |                                                 | Folkmängd                                       | Areal (ha)                                      |
| 1960                                                               | 1960                                            |                                                 | 249                                             |                                                 |
| 1965                                                               | 1965                                            |                                                 | 200                                             |                                                 |
| 1990                                                               | 1990                                            |                                                 | 95                                              | 15#                                             |
| 1995                                                               | 1995                                            |                                                 | 125                                             | 29#                                             |
| 2000                                                               | 2000                                            |                                                 | 136                                             | 29#                                             |
| 2005                                                               | 2005                                            |                                                 | 145                                             | 28#                                             |
| 2010                                                               | 2010                                            |                                                 | 135                                             | 28#                                             |
| 2015                                                               | 2015                                            |                                                 | 114                                             | 35#                                             |
| 2020                                                               | 2020                                            |                                                 | 201                                             | 58                                              |
| Anm.: Tätort 1960–1965. sammanväxt med Källunda 2020 # Som småort. |                                                 |                                                 |                                                 |                                                 |

## Samhället
I Skepparslöv finns en gammal väderkvarn, Skepparslövs kyrka och en nedlagd skola.

## Näringsliv
Byns största arbetsgivare är Hushållningssällskapet Kristianstad.

## Idrott
I byn finns golfbanan Skepparslövs GK. I Skepparslöv finns även en fotbollsklubb, Skepparslövs IF.